# DenyHosts
DenyHosts ist ein in Python geschriebenes, log-basiertes Intrusion Prevention System für SSH-Server. Es wurde mit der Absicht geschrieben, Brute-force-Attacken auf SSH-Server durch das Loggen und Aufspüren ungültiger Logins zu verhindern und die Quell-IP-Adressen zu blockieren. DenyHosts wird von Phil Schwartz entwickelt.
Die Entwicklung der Software wurde augenscheinlich 2020 eingestellt, auf der Projektseite finden sich nur veraltete Angaben. Ebenso ist die Website des Herstellers nicht mehr erreichbar.

## Arbeitsweise
DenyHosts überprüft das Authentikationslog auf neue, fehlgeschlagene Login-Versuche. DenyHosts filtert aus den Log-Einträgen die Quell-IP-Adresse und überprüft, wie oft eine IP versucht hat, sich einzuloggen. Wird eine benutzerdefinierte Zahl überschritten, so nimmt DenyHosts eine Wörterbuchattacke an und blockiert die IP-Adresse, um einen eventuellen Erfolg zu verhindern, indem es die IP in die /etc/hosts.deny einträgt. Im Internet lassen sich blockierte IPs einsehen.
DenyHosts kann manuell, als Daemon und als cron-Job betrieben werden.

## Kontroversen
Im Juli 2007 berichtete The Register, dass von Mai bis Juli 2007 „kompromittierte Computer“ bei Oracle UK unter den 10 größten Brute-Force-Quell-IPs gelistet waren. Nach einer eingeleiteten Untersuchung wies Oracle jegliche Infektion derer Computer zurück. Daniel B. Cid schrieb einen Aufsatz, in dem er zeigte, dass DenyHosts, ähnlich wie BlockHosts und Fail2ban, verwundbar gegenüber Remote Log Injection waren, einem Angriff ähnlich wie SQL Injection, bei der ein speziell dazu angelegter Benutzer dazu benutzt wird, eine Blockierung gegenüber beliebigen Seiten zu erreichen. Diese Sicherheitslücke wurde mit Version 2.6 geschlossen.